# Ультиматизм
Ультиматисты — группа в РСДРП, стоявшая за предъявление ультиматума депутатам Третьей Государственной Думы, принадлежавшим к Российской Социал-Демократической Рабочей Фракции с требованием подчиниться ЦК РСДРП, при невыполнении стояли за их отзыв. Предъявление ультиматума Российской Социал-Демократической Рабочей Фракции, большинство в которой составляли меньшевики привело бы к его отклонению фракцией, и как следствие сделало бы отзыв членов Государственной Думы от РСДРП неизбежным. Этим объясняется идейная близость отзовистов и ультиматистов. Вместе отзовисты и ультиматисты играли большую роль в создании каприйской школы.
22 ноября 1907 года фракция РСДРП в Третьей Государственной Думе приняла решение:

Думская с.-д. фракция есть группа автономная, которая прислушиваясь к голосу партии, в каждом конкретном случае думской работы решает вопрос самостоятельно.
Это привело к напряжённым отношениям фракции с ЦК РСДРП и дискуссии в партии.
Во главе группы стояли Г. А. Алексинский, Л. Б. Красин, В. Л. Шанцер (партийный псевдоним Марат). В 1909 году вошли в группу «Вперёд».